# Trasplante (medicina)

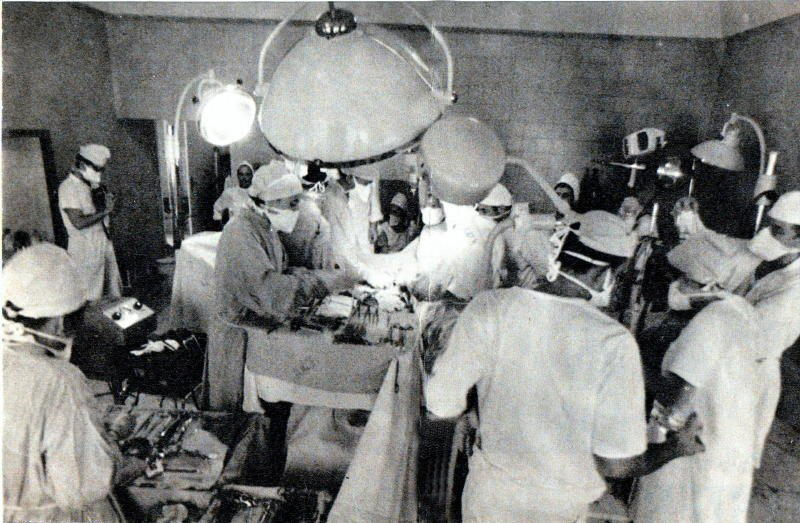
Trasplante (medicina) (1968)

En la medicina, un trasplante (también,  injerto) es un tratamiento médico complejo que consiste en sustituir un órgano o un tejido que está enfermo o deforme y que, por razones de estética o por peligro a la vida de una persona, es reemplazado por otro que restituirá sus funciones. No siempre es necesario trasladar el órgano completo, sino que a veces es suficiente con trasplantar parte del órgano, algún tejido o simplemente células. El órgano trasplantado reemplaza y asume la función del órgano dañado del receptor, salvándole la vida o mejorando la calidad de ella. Una variedad de órganos macizos y tejidos pueden ser trasplantados, incluyendo riñones, pulmones, corazones, y precursores hematopoyéticos. Hay algunos riesgos asociados con este procedimiento que dependen del tipo del trasplante, que frecuentemente incluyen infección y rechazo del injerto.
El término trasplante fue introducido al vocabulario médico por el cirujano británico John Hunter (1728-1793) al homologar la técnica al sucedáneo vegetal de los injertos. Trabajando en cirugía odontomaxilar, implantó dientes como aloinjertos en piezas dentarias perdidas, denominando al implante «diente vástago» en una reiteración a la referencia vegetal.[cita requerida]
La historia de los trasplantes de órganos se inició con varios intentos que no tuvieron éxito debido al rechazo de los trasplantes. La experimentación con animales por varios pioneros, entre ellos Vladímir Démijov (1916-1998) y Henry Metras, durante los años 1940 y 1950 demostró por primera vez que el procedimiento es técnicamente factible.
Diversos aspectos han permitido la realidad de los centros de producción que se conocen como bancos de tejidos en todo el mundo: el desarrollo tecnológico en biociencias y los marcos regulatorios y modelos de gestión técnica en calidad, internacionalmente consensuados. Los bancos de tejidos han permitido el desarrollo de tecnologías de obtención, procesamiento, envasado, conservación y aplicación terapéutica de tejidos para las situaciones clínicas más diversas.[cita requerida]

## Historia
En la naturaleza existen varios cientos de ciertas especies de saurios y batracios —muy primitivas en el desarrollo de los seres vivos sobre la tierra— que tienen la capacidad de sintetizar miembros o la extremidad caudal, a partir de un muñón generado traumáticamente.[cita requerida]
La cicatrización o reparación de heridas, quemaduras o fracturas son ejemplos de las capacidades que los tejidos tienen de recomponer sectores lesionados tanto en la estructura como en la función. Sin embargo, cada tejido tiene una capacidad potencial genéticamente limitada determinada de autorrepararse. La restitución de la forma y la función depende de la extensión de la lesión y del grado de complejidad y diferenciación del tejido: cuanto más extensa una lesión y más especializada y compleja la función que cumple, menos posibilidades potenciales de reparación tendrá el organismo lesionado.[cita requerida]
A partir de la observación de estos fenómenos, desde muy lejanas épocas históricas se planteó la recomposición de partes lesionadas cuando la entidad del agravio impedía la autorreparación espontánea. Hay evidencias de que ya en el neolítico se practicaban trepanaciones de cráneo y reconstrucción con placas de oro en los territorios del actual Perú.[cita requerida]

### Antigua India
Los primeros trasplantes —o intentos de trasplante— de los que se tiene conocimiento datan del siglo VII a. C. y se hallan en el tratado médico Sushruta Samhita, del cirujano indio Sushruta, en el cual se describen métodos para reconstruir una nariz amputada por medio de los tejidos de la frente.[cita requerida]

### Antigua China
En la China del siglo II, el médico Hua Tuo administraba narcóticos a sus pacientes y trasplantaba órganos dañados. Sin embargo, es muy probable que la gran mayoría de las personas tratadas no hayan sobrevivido, pues en aquel entonces no se conocía nada acerca del rechazo o incompatibilidad de los órganos, los tipos sanguíneos o la higiene necesaria antes, durante y después de las cirugías.[cita requerida]

### Cristianismo
En la tradición cristiana, también se incluyen historias relativas a trasplantes: se dice que los santos patronos de la medicina, San Cosme y San Damián, reemplazaron la pierna gangrenada de un diácono con la de un gladiador muerto en el siglo III o IV.[cita requerida] El modelo más ilustrativo del fenómeno de rechazo lo realizó en 1870 George David Pollock, quien en un paciente quemado injertó de manera adyacente un autoimplante de piel, un aloimplante de un donante de una persona negra, y otro de su propia piel. El resultado fue la ulceración y desaparición de los tejidos de ambos donantes y el mantenimiento viable del tejido autoimplantado del paciente. De la misma época se refiere el uso de piel porcina como apósito transitorio para tratamiento de grandes quemaduras.[cita requerida]

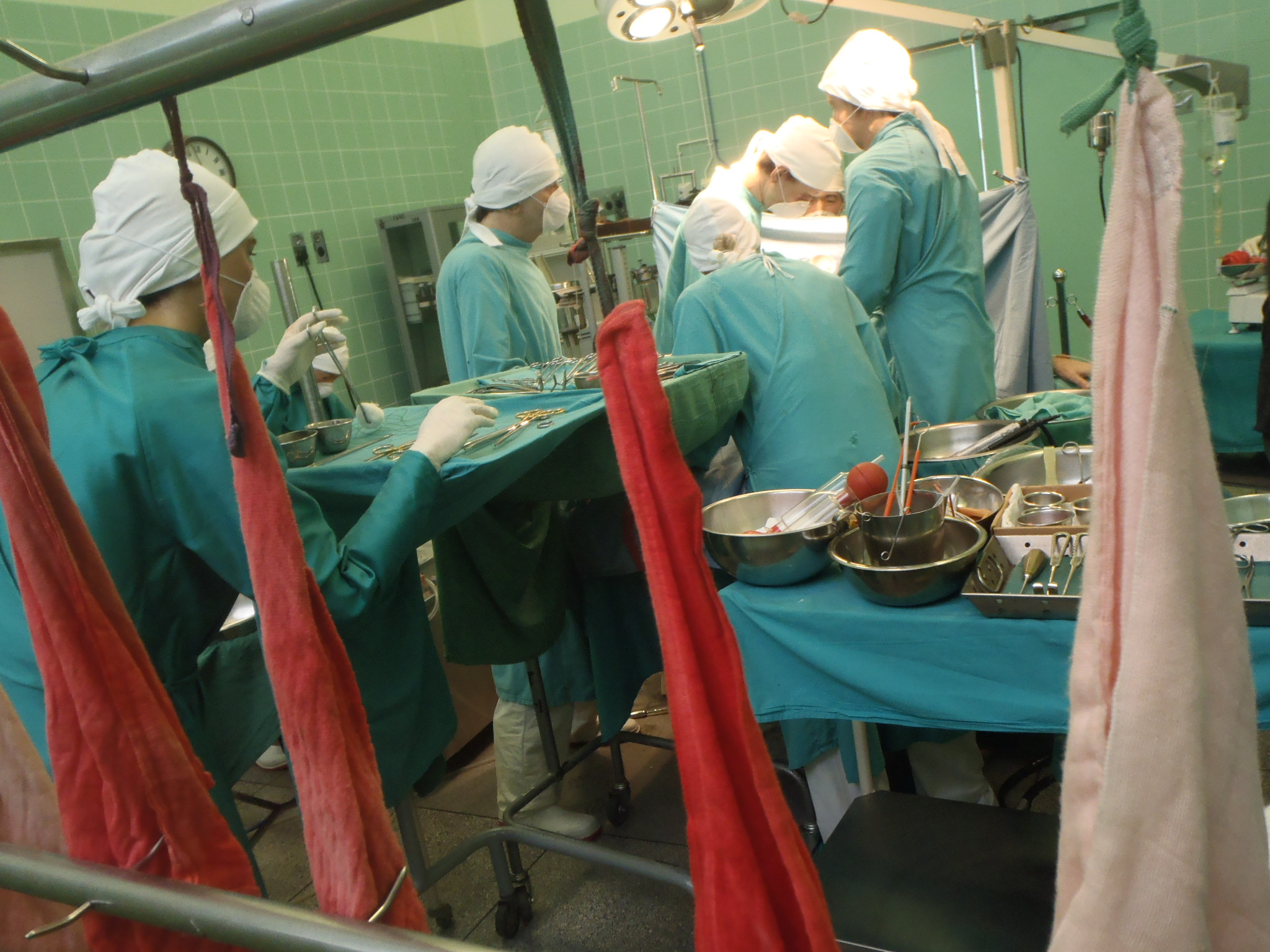
Recreación del primer trasplante de corazón, realizado en Sudáfrica en 1967.

### El primer tratado de cirugía plástica
La primera persona que realizó trasplantes de forma exitosa y que se dio cuenta de la existencia del rechazo al órgano trasplantado —antes que nadie y en una época en la que ni siquiera se podría entender el concepto— fue Gaspare Tagliacozzi (1545-1599), médico boloñés autor de De Curtorum Chirurgia per Insitionem, texto que es considerado el primer tratado específico de cirugía plástica, en el que se abunda acerca de los trasplantes faciales de piel. En el siglo XVI, Gaspare Tagliacozzi, reparó una lesión de nariz con un colgajo de piel proveniente del antebrazo (que independizó del área dadora varias semanas más tarde de la primera cirugía, con un asombroso sentido de anticipación científica moderna). Tagliacozzi también practicó la cirugía del trasplante de tejidos entre individuos no emparentados (aloimplantes), pero afirmó que la «fuerza y el poder» del receptor impedía la viabilidad del implante, visión que se anticipó en 400 años al concepto biológico moderno de rechazo.[cita requerida]

### John Hunter
En el siglo XVIII, el escocés John Hunter, «el padre de la cirugía experimental», realizó los primeros xenotrasplantes y autotrasplantes en animales. En las décadas siguientes, se avanzó mucho con los procedimientos de piel y córnea, así como en que hubiera una mejor cicatrización y curación tras las operaciones, pero aún era muy alto el porcentaje de mortandad por septicemias, rechazos e infecciones.[cita requerida]

### Louis Pasteur
Los trasplantes exitosos comenzaron a ser relativamente viables hasta que se conocieron las investigaciones microbiológicas del francés Louis Pasteur, se descubrieron las tipologías sanguíneas —hallazgo del austriaco-estadounidense Karl Landsteiner—, se obtuvieron mayores avances en los métodos quirúrgicos, se implementaron nuevas medidas de higiene y se logró una mejor preservación de los órganos de injerto.[cita requerida]

### SigloXX
Finalmente, el siglo XX fue el que aprovechó estos avances y cosechó los éxitos. En 1902, el austriaco Emerich Ullmann  consiguió extraer un riñón de un perro y se lo injertó en el cuello; el uréter —conducto por donde desciende la orina a la vejiga desde los riñones—, conectado a la piel, dejaba brotar un líquido que se parecía a la orina, emisión que se detendría en unas horas por trombosis de los vasos sanguíneos, producida por la falta de compatibilidad.[cita requerida]
Ullmann continuó experimentando con xenotrasplantes entre animales y entre animales y humanos, lo que lo convirtió en un pionero de los trasplantes de riñón, al tiempo que estimuló el desarrollo de la medicina quirúrgica de los vasos sanguíneos y la inmunología. En esa misma época, y por medio de un procedimiento similar, el francés Alexis Carrel, Premio Nobel de Medicina y Fisiología en 1912, logró importantes innovaciones en la sutura y en el trasplante de vasos sanguíneos.[cita requerida]

### Eduard Zirm
Fue en 1905, en Olomouc —hoy República Checa—, cuando el doctor Eduard Zirm logró realizar, con un éxito sin precedentes, un procedimiento en humanos, al trasplantarle la córnea de un niño de once años a un trabajador ciego que se había quemado con cal viva y que recuperó la vista en cuestión de horas. Más tarde, en abril de 1933, tuvo lugar el primer homotrasplante mayor, cuando Yu Yu Voronoy, un cirujano de Ucrania, trasplantó el riñón de un hombre a una mujer. Aunque ella murió unos días después, esta intervención marcó un hito.

### II Guerra Mundial
La II Guerra Mundial, además de todos los descubrimientos médicos que produjo, reavivó el interés por los trasplantes, sobre todo en el campo de la medicina estética —principalmente para curar quemaduras–. En 1954, una vez que se conoció la estructura molecular del ADN, un equipo de varios médicos realizó el primer isotrasplante en Boston, EE. UU.: un riñón entre una pareja de gemelos idénticos, varones de 23 años que reanudaron sus vidas sin mayor problema.[cita requerida]

### Christian Barnard y otros trasplantes
Luego siguieron trasplantes de médula ósea en 1958, de hígado y pulmón en 1963, de páncreas en 1966 y de intestino en 1967. No obstante, fue un sudafricano, el doctor Christiaan Barnard, quien atrajo los reflectores de la fama ese mismo año, al realizar el primer trasplante de corazón.
La experimentación continuó, aunque la tasa de supervivencia de los pacientes seguía siendo muy baja, al menos hasta que, en 1972, el científico suizo Jean François Borel desarrolló el primer fármaco inmunosupresor —ciclosporina—, que reduce las posibilidades de rechazo a un órgano ajeno. Y, aunque la medicina continúa avanzando —con los primeros trasplantes de mano y antebrazo (1998) y de rostro (2005)—, los trasplantes de cerebro y la creación de la vida a partir de «pedazos» se reducen sólo a la ciencia ficción.[cita requerida]
El primer trasplante de riñón fue en el Peter Buke Brigham Hospital, en 1954, y el primero de corazón lo realizó el 3 de diciembre de 1967 Christiaan Barnard, en un hospital de Ciudad del Cabo.

### SigloXXI
El actor y cantante mexicano Antonio Mauri fue objeto de un doble trasplante pulmonar como receptor tras atrofiársele los suyos propios, debido a que se infectó con el virus SARS-CoV-2, por lo que tuvo que ser hospitalizado en el Florida Healt Shands de Miami, Florida, Estados Unidos. [cita requerida]
En mayo del 2024, se anunció que investigadores del Instituto Nacional de Neurología y Neurocirugía y de la Facultad de Medicina de la UNAM lograron demostrar que el trasplante de neuronas dopaminérgicas derivadas de células troncales embrionarias humanas mejora la salud de monos vervets (Cercopithecus aethiops) que padecen enfermedad de Parkinson. 

## Tipos de trasplantes
En función de la relación existente entre donante y receptor, se distinguen los siguientes tipos de trasplantes:

### Autotrasplante, autoinjerto o trasplante autólogo
El donante en cuestión y el receptor son el mismo individuo. Entonces no existe ningún problema con la incompatibilidad, porque el injerto y el receptor son genéticamente idénticos. Ejemplos de este tipo incluyen trasplantes de piel (de un lugar corporal a otro) y trasplantes de médula ósea autólogos.

### Isotrasplante o trasplante singénico
El donante y el receptor son individuos distintos, pero genéticamente idénticos, como gemelos univitelinos. Casi no hay riesgo de rechazo.

### Alotrasplante u homotrasplante
El donante y el receptor son genéticamente distintos y de la misma especie. Este es el tipo de trasplante más común de células, tejidos y órganos entre humanos. Para evitar el rechazo generalmente se necesita tener en cuenta la inmunocompatibilidad entre donante y receptor. En la mayoría de casos es necesario seguir tomando fármacos inmunosupresivos por la vida del injerto.

### Xenotrasplante, heterotrasplante o trasplante xenogénico
El donante y el receptor son individuos de diferentes especies. Por ejemplo, los reemplazos valvulares pueden usar válvulas bovinas o porcinas.[cita requerida]
En julio de 2019, se publicó el logro de la realización de una quimera mono-ser humano, que servirá para trasplantes a seres humanos.

## Tejidos y órganos trasplantados
- Tejidos
  - Córnea
  - Hueso
  - Pelo
  - Piel, incluyendo la cara
  - Sangre
  - Válvulas de corazón
- Órganos
  - Corazón
  - Hígado
  - Intestino
  - Páncreas
  - Pulmón
  - Riñón
- Células
  - Células de páncreas (islotes de Langerhans)
  - Células progenitoras hematopoyéticas, incluyendo de la médula ósea

## Tipos de trasplante según el donante

### Donante vivo
Se le extrae el órgano mientras el donante está vivo. Para que el donante pueda sobrevivir después del procedimiento, el órgano o tejido extraído debe ser renovable o no esencial para la vida; por ejemplo, un solo riñón de una persona que tiene un par de riñones normales, la sangre, la piel, la médula ósea y los lóbulos del hígado pueden ser trasplantados de esta manera.

### Donante cadavérico
En este caso el donante puede ser un individuo fallecido en muerte encefálica. Los órganos que se van a trasplantar se mantienen vivos hasta el trasplante mediante técnicas de ventilación artificial y drogas específicas para ello, que permiten que el corazón siga latiendo e irrigando los órganos a ser trasplantados. También se puede sacar órganos y tejidos de un individuo que ha sufrido un paro cardíaco.

#### Muerte encefálica
Por muerte encefálica se entiende el cese irreversible y permanente de las funciones de todas las estructuras cerebrales, lo cual es incompatible con la vida. El sujeto en muerte encefálica va a llegar indefectiblemente, en breve plazo, al paro cardíaco, dado que es mantenido respirando en forma artificial y su situación es irreversible. El médico puede determinar con total seguridad esa condición de irreversibilidad.
Para que un paciente se considere en muerte cerebral o encefálica debe ser confirmado por tres médicos no relacionados con el trasplante que se va a llevar a cabo posteriormente. El individuo con la supuesta muerte cerebral debe presentar diversos signos entre la media hora y las seis horas siguientes:
- Ausencia de respuesta cerebral y pérdida absoluta de conciencia.
- Ausencia de respiración espontánea, por lo que el paciente necesita de un respirador.
- Ausencia de reflejos cefálicos, no se dilata la pupila, tono muscular inferior al normal (hipotonía).
- Electroencefalograma plano.

Una vez considerado el paciente en estado de muerte cerebral se puede llevar a cabo el trasplante. Sin embargo, es totalmente necesario que durante la extracción del órgano a trasplantar se mantenga el pulso, el corazón debe seguir latiendo.

#### Paro cardíaco
Los donantes en asistolia que han sufrido un paro cardíaco suelen ofrecer un mejor pronóstico en trasplantes de riñón y de hígado que los donantes en estado de muerte cerebral, ya que no han estado hospitalizados previamente.

## Trasplante de tejidos
En relación con la calidad de donante, los equipos técnicos de los Bancos de Tejidos proceden al análisis de la historia clínica y médico social del fallecido, así como a un detallado estudio de laboratorio a los efectos de descartar que sea portador de enfermedades transmisibles (hepatitis, sífilis, VIH, tuberculosis, etc.) cuyos agentes pudieran vehiculizarse en los tejidos.
Las variantes que se pueden referir como productos bioterapéuticos a partir de tejidos de origen humano son diversos:
- tejidos laminares como piel, amnios, pericardio o fascia lata
- tejidos óseos y osteoarticulares;
- córneas;
- tejidos cardiovasculares.

Los tejidos laminares como la piel y el amnios, pueden ser utilizados frescos o preservados.
- La «variante fresca» se mantiene en suero fisiológico a 4 °C y dura unos siete días.
- Las «variantes preservadas» tienen distintas técnicas de conservación, todas ellas con la ventaja que pueden ser almacenadas para la conformación de un stock. Las técnicas de conservación pueden ser
  - por congelamiento, a –80 °C
  - en congelador mecánico o a –142 °C
  - en vapores de nitrógeno líquido
- también pueden ser por deshidratación mediante procedimiento de liofilización que permite el almacenamiento a temperatura ambiente o la forma más económica de procesamiento que es por deshidratación con glicerol y que se conserva a 4 °C.

En todos los casos incluye el tratamiento químico, antibiótico o radiante del tejido a los efectos de garantizar el control de calidad microbiológica tanto para virus como para bacterias. Los tiempos de almacenamiento en stock varían con las distintas técnicas de procesamiento y van desde 2 años para las variantes gliceroladas a tiempos indefinidos en a –142 °C.
Las aplicaciones de este tipo de tejido están centralmente orientadas al tratamiento del gran quemado. Pero pueden ser aplicadas —sobre todo el amnios— en diversas especialidades quirúrgicas, como la oftalmología, la otorrinolaringología, la ginecología, la dermatología, la cirugía plástica, etc.
En las otras variantes de tejidos laminares el pericardio se utiliza para la reparación quirúrgica de sectores cardíacos y vasculares del corazón y grandes vasos en las malformaciones congénitas del recién nacido, mientras que la «fascia lata», tejido tendinoso plano de gran resistencia sirve para la reparación quirúrgica de las grandes hernias y eventraciones de la pared abdominal, así como en la neurocirugía para la reparación plástica de estructuras fibrosas (duramadre) de recubrimiento del sistema nervioso central.
Entre los tejidos más utilizados en el mundo están todas las diferentes formas de material óseo, para la reparación anatómica y funcional del esqueleto, las articulaciones o sectores tendinosos. El tejido óseo es la variante que admite mayor cantidad de presentación en formas, técnicas, procesamiento y conservación, así como una gran versatilidad de utilización para actos de cirugía traumatológica y odontomaxilar. El tejido óseo puede procesarse como hueso masivo, es decir estructuras grandes de huesos largos como el fémur que segmentadas en tercios o en cuartos pueden sustituir un sector amplio de la estructura en el receptor, para cirugías reparadoras, tanto sea por causas traumáticas, tumorales, degenerativas y otras patologías con afectación extensa del hueso. La pieza extraída del donante, desvitalizada de tejidos blandos, y procesada mediante productos detergentes y removedores de residuos orgánicos es congelada a –80 °C. El procedimiento de descontaminación más utilizado en el mundo para este tipo de tejido es la exposición a radiación gamma. Son estructuras inertes que no se revitalizan en el receptor y los podemos así considerar verdaderos «tutores» de origen biológico en similitud a los tutores artificiales de metales especiales como el titanio.
Como sucedáneos de estas presentaciones están los segmentos de hueso masivo cortical (sector compacto de hueso en su capa externa) que bajo diferentes formas, cilindros, semicilindros, tablas pueden contribuir a las diferentes técnicas de reconstrucción y sostén quirúrgico integrándose a estructuras artificiales todo lo cual configura los llamados «composites», mezcla de materiales biológicos, y sintéticos industriales sostenidos por técnicas de fijación (tornillos y alambres).
Las otras variantes de hueso procesado son las fraccionadas en diferentes formas y tamaños adecuadas a cada tipo de aplicación terapéutica:
- chips de esponjosa (sector trabeculado de hueso en su sector central).
- fracciones de cortico esponjosa (que comprende ambos sectores externo e interno de hueso).
- molido de hueso y polvo de hueso con diferentes tamaños de grosor en micras (milésima de mm) de espesor en las partículas constitutivas. Pueden ser procesados con diferentes técnicas según tipo de hueso y aplicación terapéutica. Hay formas de conservación deshidratadas por liofilización o descalcificadas y liofilizadas. Algunas de estas formas de presentación pueden «integrarse» al hueso del receptor, al formar parte de la biología funcional del mismo a partir de las células que sintetizan la sustancia fundamental y dura del hueso.

Estas diferentes formas pueden ser utilizadas en:
- «cirugía de columna» por causas traumáticas, tumorales o degenerativas
- «cirugía odontomaxilar» y de reconstrucción en segunda
- «cirugía de cadera»

En el área de preservación criopreservada se encuentran los tejidos vasculares. La preservación se realiza a extremas temperaturas bajo 0 °C en medio de nitrógeno líquido (–196 °C) o sus vapores (–142 °C). La descontaminación de estos tejidos se realiza con control de calidad microbiológica por medio de mezclas antibióticas. Los líquidos de criopreservación protegen a los tejidos de las extremas temperaturas criogénicas. Las variantes arteriales pueden ser valvuladas o no valvuladas. Las primeras para la reconstrucción quirúrgica de la patología valvular cardiaca, congénita ―mal formativa o en el recambio de las válvulas artificiales infectadas―. Las segundas como parches o segmentos para reconstrucción de las mismas mal formaciones a nivel de los grandes vasos próximos al corazón, o como tubos largos en los by pass sustitutivos de las arterias obstruidas de los miembros inferiores o como arteria de acceso para la realización de hemodiálisis en pacientes con insuficiencia renal crónica en reemplazo de las prótesis artificiales infectadas y cuando no hay venas disponibles como autoinjerto del propio paciente para estos fines. También pueden criopreservarse segmentos venosos para diferentes aplicaciones en cirugía vascular de reemplazo.
Para todos estos procedimientos y en cualquier tipo de tejido los controles de calidad microbiológica son realizados a distintas etapas de la obtención y el procesamiento como forma de garantizar el no contaminar al receptor.

## ¿Qué problemas presentan los trasplantes?
El trasplante de órganos, y de tejidos como método terapéutico presenta tres grandes problemas, que son: el rechazo inmunológico, la escasez de órganos disponibles y la imposibilidad técnica de obtener determinados órganos y tejidos.

### El rechazo inmunológico
El sistema inmunitario tiene la capacidad de distinguir entre lo que es propio de lo que es extraño. De este modo, si los glóbulos blancos detectan algo extraño, intentan destruirlo. Esto es de gran importancia en caso de bacterias y virus. El problema es que estas defensas también funcionan cuando un órgano, un tejido o unas células procedentes de un donante se introducen en el cuerpo de un receptor. Por lo tanto, uno de los principales problemas que presentan los trasplantes es el rechazo del órgano o tejido trasplantado.
Por eso, a fin de minimizar el efecto de rechazo, es imprescindible que en los trasplantes se tenga en cuenta la compatibilidad entre donante y receptor, pues en caso contrario se produciría rechazo. Las moléculas expresadas en las superficies de las células pueden ser reconocidas por el sistema inmune. Muchos de estos antígenos existen en variantes múltiples dentro de la población, y cada persona tiene su propia colección de estructuras químicas en sus células que su sistema inmune tiene que tolerar. Es prácticamente imposible que dos personas no genéticamente idénticas compartan todos los genes que producen moléculas antigénicos, así que un órgano o tejido de un trasplante no singénico ni autólogo va a contener antígenos distintos a los del receptor. El sistema inmune reconocen las células del injerto que muestran estas moléculas extrañas como invasoras, y ataca el órgano trasplantado en un proceso llamado rechazo. Para reducir el riesgo y la severidad del rechazo, se busca un donante que comparta con el receptor la mayor cantidad de antígenos que pueden generar una respuesta inmune particularmente fuerte, como el complejo mayor de histocompatibilidad (también llamado sistema HLA en humanos) y las glicoproteínas que determinan el grupo sanguíneo.
Además de hacer pruebas genéticas para determinar el tipo HLA, se debe comprobar que el suero del receptor no tiene anticuerpos preformados que reaccionan con las células del donante y pueden causar rechazo hiperagudo. En algunos casos una persona puede recibir un órgano a pesar de la presencia de anticuerpos aloreactivos, eliminándolos con plasmaféresis, inmunosupresores, e/o inmunoglobulina intravenosa.
Posteriormente al trasplante alogénico la persona receptora debe recibir fármacos inmunosupresores, para evitar que el órgano sea reconocido como extraño y se produzca un rechazo. Reducen de manera drástica la capacidad de respuesta del sistema inmunitario. No obstante, también tienen el riesgo de que al tiempo de que se reducen las posibilidades de rechazo al trasplante, dejan expuesto al organismo a las más diversas infecciones. Esto fármacos, que a medio y largo plazo son tóxicos para la vida de las personas que los toman, se han de suministrar durante toda la vida del paciente.
En muchos casos, si no se encuentra el órgano compatible, se trasplanta el que haya, pues es preferible que el receptor rechace el órgano a que fallezca.

### Tipos de rechazo
El rechazo puede ocurrir en dos direcciones. Por un lado, el paciente puede rechazar el injerto, pero también se puede desarrollar una respuesta inmunitaria del injerto contra el receptor. Este último tipo de rechazo se conoce como enfermedad injerto-contra-huésped (graft-versus-host disease) y consiste en la respuesta inmune por parte de las células inmunocompetentes del injerto contra el receptor en un trasplante de precursores hematopoyéticos.
Según la velocidad con la que se produzca, se distinguen cuatro tipos de rechazo:

#### Rechazo hiperagudo
El rechazo hiperagudo se produce dentro de 48 horas tras el trasplante de un tejido u órgano macizo, y puede ocurrir unos pocos minutos después de la revascularización del injerto. Resulta de las acciones de anticuerpos preformados específicos de antígenos que están presente en el injerto. Estos anticuerpos se unen al endotelio del órgano, activando la cascada de coagulación y el sistema de complemento. Los vasos sanguíneos del injerto se ocluyen, produciendo hemorragia y la muerte del injerto.

#### Rechazo acelerado
El rechazo acelerado es una complicación rara que se manifiesta durante los primeros días tras el trasplante. Se piensa que es causado por el desarrollo rápido de anticuerpos que atacan el injerto, resultando en oclusiones vasculares en el injerto.

#### Rechazo agudo
Este tipo de rechazo se inicia dentro de unos meses después del trasplante, y se caracteriza por un infiltrado intersticial por linfocitos, granulocitos, macrófagos, y/o monocitos. A veces se puede ver evidencia de fibrosis, necrosis e inflamación. El diagnóstico se hace con biopsias y varias pruebas de función del órgano, incluyendo estudios ecográficos. En muchos casos, terapia inmunosupresora intensiva con fármacos tales como ciclosporina y tacrolimus puede resolver el problema, pero a veces no se puede salvar el injerto. Además, el rechazo agudo puede ser un factor en el desarrollo del rechazo crónico. El rechazo agudo es mediado por linfocitos T aloreactivos que reconocen antígenos del injerto. Algunos linfocitos T (los CD8+) pueden matar directamente las células del órgano, estimulados por las células presentadoras de antígeno y los linfocitos T CD4+ activados. Los linfocitos T CD4+ también pueden reclutar y activar macrófagos, linfocitos B, y otros efectores inmunitarios.

#### Rechazo crónico
El rechazo crónico puede continuar por meses o años después del trasplante, y contribuye a la pérdida paulatina de la función del órgano. La respuesta inmunitaria puede ser tanto humoral como celular, frecuentemente involucrando la producción de anticuerpos aloreactivos. Cambios histológicos incluyen la fibrosis, alteraciones en los vasos sanguíneos, y signos de inflamación. Generalmente no responde bien a tratamiento con inmunosupresores, y en muchos casos el injerto muere finalmente. El rechazo crónico a menudo existe en conjunto con otros factores que amenazan la salud del órgano, incluyendo infección con virus, el síndrome isquemia-reperfusión, toxicidad crónica de los inmunosupresores.

### La escasez de órganos disponibles
Al hablar de datos de trasplantes, España es el país con mayor índice de donantes: 43,4 donantes por millón de habitantes (un total de 2018 donantes) (ocho puntos por encima de Estados Unidos, segundo de la lista) y 4818 trasplantes frente a los menos de 19 donantes por millón del conjunto de la Unión Europea. Aun así, alrededor de 5000 enfermos aguardan en las listas de espera.
|                                               | Riñón (pmp*) | Pulmón (pmp) | Corazón (pmp) |
| Estados Unidos                                | 52           | 19           | 8             |
| Europa                                        | 27           | 10           | 4             |
| África                                        | 11           | 3,5          | 1             |
| Asia                                          | 3            | 0,3          | 0,03          |
| América Latina                                | 13           | 1,6          | 0,5           |
| Todas las cifras son por millón de habitantes |              |              |               |

|                                      | Corazón (pmp*) | Pulmón (pmp) | Hígado (pmp) | Riñón (pmp)                       |
| Lista de espera (número de personas  | 77             | 125          | 736          | 4188                              |
| Plazos de espera (casos no urgentes) | 4 meses        | 7 a 8 meses  | 6 meses      | Entre 15 y 18 meses (en diálisis) |

Aunque los datos de espera estén por debajo de los de cualquier país, y en algunos casos no supera los pocos días, esto no impide que entre un 10 y un 15 % de pacientes muera a la espera de recibir un corazón o un hígado.

### Imposibilidad técnica de obtener determinados órganos y tejidos
Algunos órganos como el cerebro, y en general el tejido nervioso, es imposible obtenerlos y trasplantarlos. Hoy por hoy, no es posible disponer de células nerviosas que podrían curar, por ejemplo lesiones de la médula espinal, que comportan la pérdida de movilidad en los sujetos afectados, y también enfermedades neurodegenerativas, como el párkinson y el alzhéimer.

## Medicina regenerativa
A pesar del éxito de los trasplantes, los problemas que plantean son difíciles de resolver. Los medicamentos inmunosupresores tienen importantes consecuencias adversas, el número de donaciones aumenta, pero sin llegar a cubrir las necesidades mínimas y no parece sencillo poder trasplantar tejido nervioso. Por eso, la comunidad científica tiene puesto su empeño en el desarrollo de nuevas terapias que eliminen el problema de la escasez de órganos y tejidos para trasplantes y que eviten el rechazo.
Muy probablemente estas terapias van a pasar en un futuro próximo por la medicina regenerativa, que se basa en la utilización de las células madre y cuyo objetivo es regenerar cualquiera de los tejidos u órganos que no funcionan sin provocar daños en el paciente.
A futuro se abre un promisorio campo de aplicación tecnológica al conjuntarse hoy en día diferentes disciplinas que apuntan a la construcción de productos complejos con elementos diversos. Así la bioingeniería desarrolla nuevos compuestos «inteligentes» o matrices capaces de adaptarse en forma mecánica, volumétrica, física y químicamente a las condiciones ambientales y biológicas del receptor. La biología aplicada aporta el desarrollo de líneas celulares, seleccionadas y potenciadas en cultivos, ―con adaptación a cada requisito― para ser integradas a las matrices «inteligentes» o a matrices procesadas de origen cadavérico. La bioquímica aporta el aislamiento y producción de «factores de crecimiento» y «moléculas de señalización» para la orientación en el crecimiento y el desarrollo de las líneas celulares. El sueño del hombre primitivo de «reparar» se encuentra ahora en carrera hacia una realización cuya exacta dimensión de desarrollo, aún no parece tener límites bajo el simple y solidario gesto de donar.

## Quimeras para trasplantes
En julio de 2019, El País anunció que el equipo de Juan Carlos Ispizúa logró crear quimeras mono-ser humano en China (inyección de células madre de humano en embriones de mono), con objeto de facilitar los trasplantes.